# Велик Попов
Велик Петков Попов е български възрожденски просветен деец в Източна Македония.

## Биография
Велик Попов е роден на 2 април 1889 година в неврокопското село Либяхово, тогава в Османската империя. Начално и прогимназиалното си образование получава в столицата на България, София. В учебната 1907/1908 година завършва Сярското българско педагогическо училище. Започва работа като начален учител. В 1908/1909 година е преподава в родното си Либяхово, на следната 1909/1910 година в пиринското мелнишко село Влахи, през 1910/1911 година учителства в мелнишкото село Дебрене, а през учебната 1911/1912 година отново във Влахи.
След освобождението на Пиринско по време на Балканската война, през учебната 1913/1914 година е учител в неврокопското село Долен, през учебната 1914/1915 година е назначен като учител в град Неврокоп, където учителства непрекъснато до пенсионирането си на 18 октомври 1939 година. В Неврокоп Попов е първият пунктов учител, секретар на училищното настоятелство и главен учител при първоначалните училища.